# Gruppo Rionale Fascista Vincenzo Benini
Il Gruppo Rionale Fascista Vincenzo Benini, noto anche come Vincenzo Benini, è stata una squadra di calcio italiana con sede a Firenze. Il club ha disputato nella sua storia un campionato di Serie C.

## Storia
Il Gruppo Rionale Fascista Vincenzo Benini fu un club calcistico attivo negli anni '30 a Firenze. A partire dal 1936, grazie ad una serie di ripescaggi, scalò la piramide calcistica italiana, giungendo a disputare il campionato di Serie C nel 1938.
L'unica stagione in C, sotto la guida dell'allenatore-giocatore Edgardo Bassi, si concluse al tredicesimo e penultimo posto del Girone D, piazzamento che sancì la retrocessione del club in Prima Divisione, alla quale però non si iscrisse mandando in svincolo tutti i suoi giocatori, sparendo così dal panorama calcistico italiano.